# Olszamy
Olszamy dawniej też Olszany – wieś w Polsce, położona w województwie mazowieckim, w powiecie białobrzeskim, w gminie Promna.
| SIMC    | Nazwa    | Rodzaj    |
| ------- | -------- | --------- |
| 1053694 | Na Górce | część wsi |
| 1053702 | Za Lasem | część wsi |

W latach 1956–1972 wieś była siedzibą władz gromady Olszamy. W latach 1975–1998 miejscowość położona była w województwie radomskim.
Wieś jest sołectwem w gminie Promna. 